# Trachelopachys sericeus
Trachelopachys sericeus är en spindelart som först beskrevs av Simon 1886.  Trachelopachys sericeus ingår i släktet Trachelopachys och familjen flinkspindlar. Inga underarter finns listade i Catalogue of Life.